# 新刊
新刊（）は、新しく刊行された出版物のこと。以前に単行本などで刊行された出版物を、文庫本など別の形態で出版する際にも新刊として扱われる場合がある。また、以前に同様の形態(文庫本)などで出版されていても、新装版として再び新刊として刊行されることもある。ライトノベルではイラストレーターの変更などで、新装版がでることがある。
新刊の情報を集めるには、
- 出版社や著者のホームページ
- 書店に貼ってある新刊情報(大手の書店であれば、文庫・漫画の新刊カレンダーを貼っている)
- 新聞広告(主要な文庫本のレーベルは発売日頃に新聞広告を掲載することが多い)
- オンライン書店や出版社の情報を元にした新刊チェック用アプリやサービス

など
新刊日は出版社、レーベルによって異なる。毎月の何日に定期的に刊行する場合もあれば、上旬に発売など日時を限定しない場合もある。また著者のや出版社の都合(締め切りに遅れるなど)によって、新刊予定に入っていた本の刊行日がずれることも多々ある。それとは別に運輸の都合や書店によって刊行日が異なることもある(刊行予定日より1日早く店頭に並ぶ、遅れるなど)。